# Mirassol Futebol Clube
O Mirassol Futebol Clube ou apenas Mirassol, é um clube de futebol brasileiro da cidade de Mirassol, no interior do estado de São Paulo, fundado em 9 de novembro de 1925. Manda seus jogos no Estádio Municipal José Maria de Campos Maia e suas cores são amarelo, verde e branco. Atualmente, disputa o Campeonato Paulista e a Série A do Brasileirão.
Até então, tem como suas maiores conquistas dois nacionais: uma Série D, e uma Série C do Campeonato Brasileiro. Em sua ascensão, o clube também foi vice-campeão da Série B de 2024. Ainda possui um dos melhores e mais modernos CTs de clubes do interior do Brasil, sendo comparado com os melhores em nível nacional.

## História

### Amadorismo e Profissionalização (1925-1951)
O clube foi criado em 9 de novembro de 1925, no jogo de inauguração do Estádio Municipal José Maria de Campos Maia como a seleção municipal de Mirassol. Somente no ano de  1951, participou pela primeira vez de uma competição da Federação Paulista de Futebol, o Campeonato Paulista de Futebol - Série A2. Porém, no ano seguinte, o clube voltou ao amadorismo, disputando apenas competições regionais, estaduais e jogos amistosos com sua equipe juvenil criada em 1937.

### Fusão com o GREC Mirassol

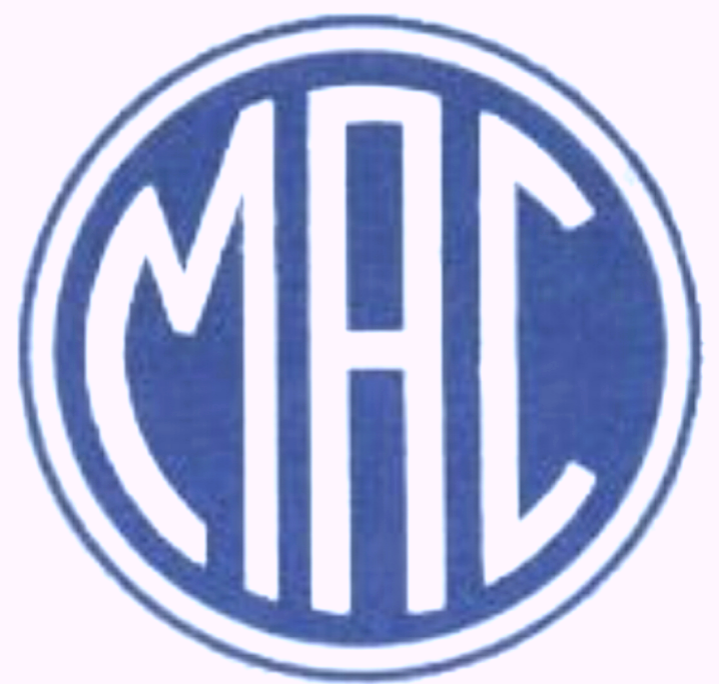
Escudo do Mirassol Atlético Clube.

Após nove anos longe de competições profissionais, o Mirassol retornou, em 1960, para disputar a quarta divisão do Campeonato Paulista, conquistando o acesso e o direito de disputar a Terceira Divisão no ano seguinte.
Com o surgimento do Grêmio Recreativo Esportivo e Cultura Mirassol, fundado em 1957, começa uma grande rivalidade entre as duas equipes na década de 60, que viriam a se enfrentar pela Terceira Divisão de 1962 e 1963. Em 1961, no seu ano de estreia no Campeonato Paulista organizado pela Federação Paulista de Futebol, o GREC sagrou-se campeão do Campeonato Paulista – Quarta Divisão, aumentando ainda mais a rivalidade, uma vez que o Mirassol ainda não havia conquistado nenhum título no profissionalismo, embora já estivesse na Terceira Divisão quando seu rival triunfou.
Apesar dessa crescente rivalidade, era consenso que, para uma cidade daquele tamanho, dois clubes profissionais era demais. Então, em 1964, os dois clubes resolveram se unir, e houve a fusão entre eles. Com isso, o Mirassol Futebol Clube mudou seu nome para Mirassol Atlético Clube, deixando as cores verde e amarela de lado para adotar a azul e branca. Com a nova denominação, ficou oscilando, participando vez ou outra dos torneios estaduais por falta de recursos, até 1981. A nova equipe de Mirassol perdurou por 17 anos, mas, devido a um certo distanciamento dos grequianos na condução do clube, os dirigentes se reuniram e decidiu-se pela volta do Mirassol Futebol Clube, e o clube voltou a ter o nome original, com o mesmo uniforme nas cores verde e amarela.

### De volta às origens
De volta às atividades em 1982, com o nome de sua fundação, disputou, até 1985, o Campeonato Paulista da Terceira Divisão, ano em que conquistou o vice-campeonato, obtendo o acesso para a Segunda Divisão. Em 1993, o Mirassol caiu novamente para a Terceira Divisão, mas, em 1997, foi campeão paulista da série A3, conquistando seu primeiro troféu e o acesso para a Série A-2 do Campeonato Paulista. Na final, derrotou a equipe do Santa Bárbara na final em Santa Bárbara D'Oeste por 1 X 0, gol do centroavante Rogério. Neste campeonato, o Mirassol revelou o zagueiro Dininho, que posteriormente teve uma carreira de destaque em clubes como o Palmeiras e o São Caetano.
Nos anos de 1998 e 1999, a categoria de base rendeu conquistas para o clube. Os juniores foram vice-campeões estaduais, perdendo as finais respectivamente para Palmeiras e São Paulo. Os profissionais, em 1998, na A-2, lutaram contra o rebaixamento e terminaram em 12º lugar de 16 participantes. Nos dois anos seguintes, 1999 e 2000, o Mirassol chegou nas fases finais da competição, deixando escapar o acesso nos últimos jogos.
Em 2001 e 2002 o Leão fez campanhas apenas regulares na série A-2. Em 2003, mesmo gastando muito dinheiro e apesar de um bom começo de campeonato, as muitas trocas de treinadores e de jogadores resultaram no rebaixamento do clube à série A-3 do Campeonato Paulista. Porém, voltou à série A-2 no ano seguinte, depois de ser o vice-campeão da A-3 - perdeu a decisão do título para o Sertãozinho. Neste mesmo ano outra categoria do clube acabou uma competição estadual em segundo: o sub-17 foi vice-campeão Paulista, sendo derrotado pelo Santos.
No ano de 2005, o Mirassol terminou o Campeonato Paulista da série A-2 na quinta colocação, ficando muito próximo do acesso - precisava de uma vitória na última rodada e apenas empatou com o Bandeirante em Birigui -, que enfim foi conquistado em 2007. O clube terminou a série A-2 na terceira colocação, garantindo o direito de disputar pela primeira vez na sua história a Primeira Divisão do Campeonato Paulista.

### Ascensão
Em sua temporada de estreia na elite do futebol paulista em 2008, conseguiu o oitavo lugar. Em 2009, consegue a sétima posição entre vinte equipes com o segundo melhor ataque - superado apenas pelo líder Palmeiras. Com a posição alcançada, obteve o direito de disputar o título simbólico de Campeão do Interior de SP e também a disputa da 1ª Edição do Campeonato Brasileiro da Série D, porém não fez uma boa campanha e acabou eliminado.

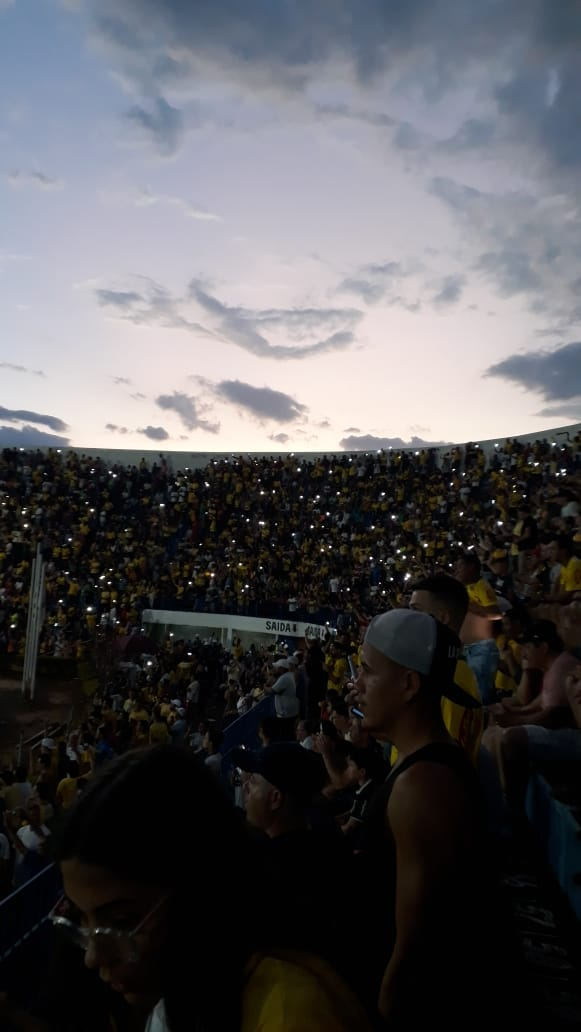
Torcida do Mirassol festejando com lanternas de celulares o acesso à Série B de 2023 em jogo contra a Aparecidense.

Já em 2010, o ano para o Leão da Alta Araraquarense não foi tão bom. Com risco de rebaixamento à praticamente todas as rodadas, a equipe do interior de São Paulo terminou o campeonato na 14º posição. Mas no ano seguinte veio a redenção. Com uma boa campanha, chegando a liderar em algumas rodadas, a equipe terminou a primeira fase no 7º lugar e se classificou para as quartas-de-final, sendo eliminada pelo Palmeiras. A campanha rendeu ao clube mais uma chance na série D do Brasileiro de 2011 e nesta edição o Leão da Alta Araraquarense fez uma boa campanha, mas nas oitavas-de-final acabou parando no Oeste de Itápolis e deixou escapar o acesso à Série C do Brasileiro.
A edição de 2013 do campeonato paulista ficou marcada pela surpreendente vitória por 6–2 sobre o tradicional Palmeiras, em que todos os gols do jogo foram marcados no primeiro tempo, piorando a crise da qual vivia o clube alviverde. Apesar desse triunfo, o Mirassol não conseguiu evitar o rebaixamento, terminando o campeonato com 18 pontos, ficando na 17ª posição.
Em 2014, terminou na 5ª colocação da Série A2 do Campeonato Paulista, ficou com a mesma pontuação do Marília, mas ficou em desvantagem no critério de desempate, com isso o Mirassol não alcançou o seu maior objetivo que era de retornar à elite do Futebol Paulista. O clube terminou o ano seguinte na mesma posição e, só retornou para a elite do futebol paulista em 2016, quando se tornou vice campeão da Série A2, perdendo o título para o Santo André.

### 2020 - a década de ouro

#### Acessos consecutivos
Em 2020, o Leão fez sua melhor campanha no Campeonato Paulista, terminando a competição em 3° lugar, eliminando nas quartas de final, o São Paulo e sendo eliminado na semifinal pelo Corinthians pelo placar de 1 x 0, gol do volante Éderson.
Devido à pandemia, as fases finais da Série D de 2020 foram disputadas nos dois primeiros meses do ano seguinte. O Mirassol disputou as quartas de final da competição, venceu a Aparecidense-GO pelo placar agregado de 5–3, se classificou para as semifinais da competição e garantiu, pela primeira vez, uma vaga na Série C do Campeonato Brasileiro. No dia 6 de fevereiro de 2021, o Mirassol, com um placar agregado de 2–0, bateu o Floresta-CE e conquistou pela primeira vez, um título nacional, o de campeão da Série D do Campeonato Brasileiro.
Em março de 2022, o Mirassol conseguiu pela primeira vez se classificar para a segunda fase da Copa do Brasil, eliminando o tradicional Grêmio de virada com um placar de 3–2. O ano em questão terminou de maneira excelente para o Leão que, em sua melhor fase na história, conquistou em 2022 o acesso inédito à Série B, garantido após vitória de 2-1 contra a Aparecidense-GO.
Foi também em 2022 que o Mirassol conquistou seu mais importante troféu: o de Campeão Brasileiro da Série C, conquistado em cima do ABC.
Em 2023, o Mirassol fez uma grande campanha na Série B, terminando o campeonato em 6º lugar, com 63 pontos, a apenas um ponto do G-4. 
Em 2024, o Mirassol conseguiu o histórico e inédito acesso à Série A do Campeonato Brasileiro, ao ser vice-campeão da segunda divisão. O clube jogará na elite do futebol brasileiro em 2025, ano de seu centenário.

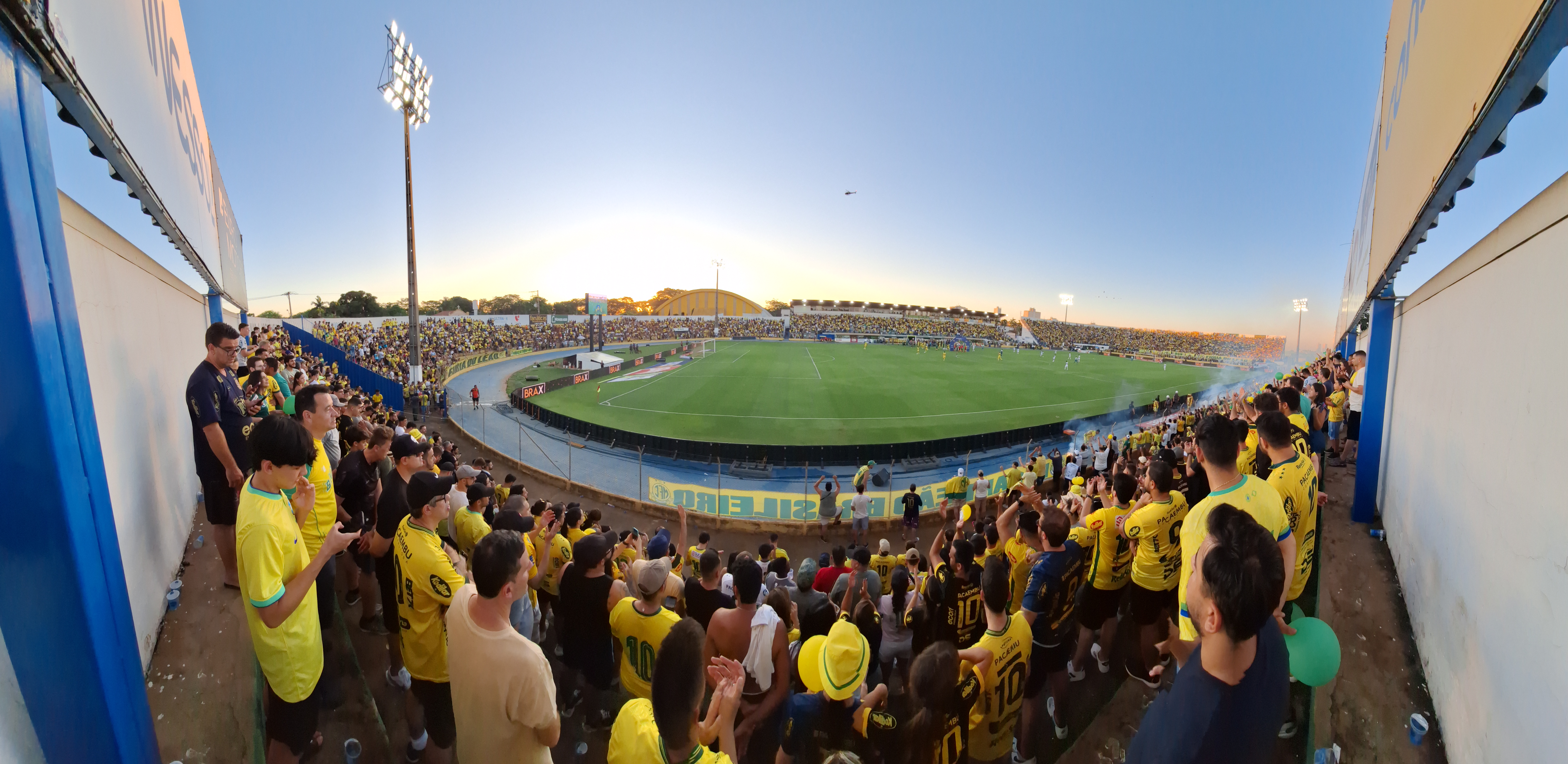
Torcida do Mirassol no jogo que rendeu o acesso do time à Série A de 2025.

#### 2025: O centenário na primeira divisão nacional
O Mirassol começou 2025 como o time de menor cidade a disputar a Série A nos últimos 40 anos, sucedendo a Catuense, de Catu (39,4 mil habitantes), em 1984.

## Elenco atual
Última atualização: 12 de fevereiro de 2025.

## Títulos
| NACIONAIS | NACIONAIS                       | NACIONAIS | NACIONAIS                |
|           | Competição                      | Títulos   | Temporadas               |
| --------- | ------------------------------- | --------- | ------------------------ |
|           | Campeonato Brasileiro - Série C | 1         | 2022                     |
|           | Campeonato Brasileiro - Série D | 1         | 2020                     |
| ESTADUAIS |                                 |           |                          |
|           | Competição                      | Títulos   | Temporadas               |
|           | Campeonato Paulista - Série A3  | 1         | 1997                     |
| TOTAL     |                                 |           |                          |
|           | Conquistas                      | Títulos   | Categorias               |
|           | Títulos Oficiais                | 3         | 2 Nacionais e 1 Estadual |

 Campeão invicto

### Campanhas de destaque
| DESTAQUES                              | DESTAQUES                    |
| Competição                             | Campanhas                    |
| -------------------------------------- | ---------------------------- |
| Campeonato Paulista                    | 3º colocado (2020)           |
| Campeonato Paulista – Segunda Divisão  | Vice-campeão (2016)          |
| Campeonato Paulista – Terceira Divisão | Vice-campeão (1985) e (2004) |
| Campeonato Brasileiro - Série B        | Vice-campeão (2024)          |

## Estatísticas

### Participações
|  | Participações em 2025 |

| Competição | Competição            | Temporadas | Melhor campanha          | Estreia | Última | A | R |
| São Paulo  | Campeonato Paulista   | 14         | 3º colocado (2020)       | 2008    | 2025   |   | 1 |
| São Paulo  | Série A2              | 20         | Vice-campeão (2016)      | 1951    | 2016   | 2 | 2 |
| São Paulo  | Série A3              | 22         | Campeão (1997)           | 1961    | 2004   | 2 | – |
| São Paulo  | Copa Paulista         | 18         | Semifinais (2008 e 2019) | 1999    | 2024   |   |   |
| Brasil     | Campeonato Brasileiro | 1          | Estreia (2025)           | 2025    | 2025   |   | – |
| Brasil     | Série B               | 2          | Vice-campeão (2024)      | 2023    | 2024   | 1 | – |
| Brasil     | Série C               | 4          | Campeão (2022)           | 1995    | 2022   | 1 | – |
| Brasil     | Série D               | 5          | Campeão (2020)           | 2009    | 2020   | 1 |   |
| Brasil     | Copa do Brasil        | 2          | 2ª fase (2022)           | 2021    | 2022   |   |   |

### Últimas temporadas
Legenda:
| Campeão Vice-campeão Eliminado nas semifinais | Campeão e promovido à divisão superior Vice-campeão e/ou promovido à divisão superior Rebaixado à divisão inferior | Classificado à fase de grupos da Copa Libertadores Classificado à fase preliminar da Copa Libertadores Classificado à Copa Sul-Americana Campeão do Campeonato do Interior |

### Retrospecto em competições oficiais
Última atualização: Março de 2022
| Competição | Competição | Temporadas | Títulos | Pts. | J  | V  | E  | D  | GP | GC |
| ---------- | ---------- | ---------- | ------- | ---- | -- | -- | -- | -- | -- | -- |
| Brasil     | Série C    | 4          | 1       | 73   | 57 | 21 | 10 | 26 | 71 | 75 |
| Brasil     | Série D    | 5          | 1       | 64   | 38 | 18 | 10 | 10 | 60 | 31 |
| Brasil     | Série B    | 2          | 0       | 110  | 76 | 37 | 19 | 20 | 84 | 57 |

## Revelações das categorias de base
O Mirassol Futebol Clube sempre caracterizou-se por formar bons jogadores em suas categorias de base; fato este que aumentou ainda mais a partir de 1997 com a parceria com a CR Promoções, do empresário Carlos Roberto de Carvalho.
São alguns dos jogadores que saíram das categorias de base do Mirassol: